# 联合国数字图书馆
联合国数字图书馆（阿拉伯语：‎）是联合国于1979年创建的一个重要书目数据库，涵盖了联合国系统所发布的官方文件及出版物。该数据库由达格·哈马舍尔德图书馆负责管理与开发。该数据库定期更新来自联合国大会、安全理事会及联合国经济及社会理事会的相关文件和记录。
该数据以数字格式保存了自1982年至今的多个主题的记录，涵盖了投票、书目文件、演讲稿、联合国决议全文、文件系列符号、联合国文献索引系统（UNBIS）同义词库（包括词典或百科全书）以及命名规范等内容。

## 特点
该系统提供与数据库中文献相关的链接数据。用户可以通过对联合国机构、组织及英语文献类型应用搜索过滤器来获取所需信息。此外，该系统还提供新内容的通知功能，以便用户及时获取更新。在查找文献时，用户还可以利用按出版日期进行搜索的功能。

## 档案
该数据库包含约100万个元数据，并提供六种语言版本。每年，该平台对数千份出版物进行数字化处理，重点涵盖多种类型的文献，包括决议、秘书长报告、会议记录、年度报告、议程、与会者名单、统计数据集及政策文件等。